# Parle à mon psy, ma tête est malade
Pour plus de détails, voir Fiche technique et Distribution.
Parle à mon psy, ma tête est malade (titre original : The Couch Trip) est un film américain réalisé par Michael Ritchie et sorti en 1988.

## Fiche technique
- Titre original : The Couch Trip
- Réalisation : Michael Ritchie
- Scénario : Steven Kampmann, William Porter, Sean Stein d'après un roman de Ken Kolb
- Production :  Orion Pictures
- Producteur : Lawrence Gordon
- Image : Donald E. Thorin
- Musique : Michel Colombier
- Montage : Richard A. Harris
- Durée : 97 minutes
- Genre : Comédie
- Lieu de tournage : Los Angeles
- Date de sortie :
  - États-Unis : 15 janvier 1988
  - France : 6 avril 1988

## Distribution
- Dan Aykroyd (VF : Patrick Floersheim) : John W. Burns, Jr.
- Walter Matthau (VF : André Valmy) : Donald Becker
- Charles Grodin (VF : Pascal Renwick) : George Maitlin
- Donna Dixon (VF : Pauline Larrieu) : Laura Rollins
- Richard Romanus (VF : Mostéfa Stiti) : Harvey Michaels
- Mary Gross (VF : Anne Jolivet) : Vera Maitlin
- David Clennon (VF : Jean-Luc Kayser) : Lawrence Baird
- Arye Gross (VF : Éric Herson-Macarel) : Perry Kovin
- Victoria Jackson (VF : Virginie Ledieu) : Robin
- Michael DeLorenzo (en) (VF : Daniel Lafourcade) : Lopez
- Mickey Jones (VF : Jacques Deschamps) : Watkins
- J. E. Freeman (VF : Michel Vigné) : Unger
- David Wohl (VF : Jacques Ciron) : le Dr Smet
- Michael Ensign (VF : Jacques Brunet) : Hendricks
- Carol Mansell : Mme Blair
- Scott Thomson (VF : Luq Hamet) : Klevin
- Beverly Archer (VF : Julia Dancourt) : Mme Guber
- Susan Kellerman (VF : Perrette Pradier) : Suzanne, une femme dans le bus
- Don Stark (VF : Jean-Loup Horwitz) : Peterson
- John Mahon (VF : Sady Rebbot) : le capitaine de police
- Duane Tucker (VF : Michel Vigné) : David, un garde
- Chevy Chase : Condom Father